# 130 v. Chr.
Portal Geschichte | Portal Biografien | Aktuelle Ereignisse | Jahreskalender | Tagesartikel

◄ |
3. Jahrhundert v. Chr. |
2. Jahrhundert v. Chr. |
1. Jahrhundert v. Chr. |
►

◄ | 150er v. Chr. | 140er v. Chr. | 130er v. Chr. | 120er v. Chr. |
110er v. Chr. |
►

◄◄ | ◄ | 133 v. Chr. | 132 v. Chr. | 131 v. Chr. | 130 v. Chr. |
129 v. Chr. |
128 v. Chr. |
127 v. Chr. |
► |
►►
Staatsoberhäupter

## Ereignisse

### Politik und Weltgeschehen
- Aristonikos, der uneheliche Sohn von Eumenes II., bringt den römischen Truppen unter Publius Licinius Crassus eine Niederlage bei. Er lehnt die Vererbung des pergamenischen Reiches an Rom durch Attalos III. im Jahr 133 v. Chr. ab. Crassus wird in der Schlacht gefangen und getötet.
- Samos II. wird nach dem Tod seines Vaters Ptolemaios König von Kommagene.

- um 130 v. Chr.: Die Insel Kos wird Teil des Römischen Reiches.

### Wissenschaft und Kultur
- Der griechische Astronom Hipparchos beschreibt die beiden offenen Sternhaufen Chi Persei und h Persei im Sternbild Perseus.

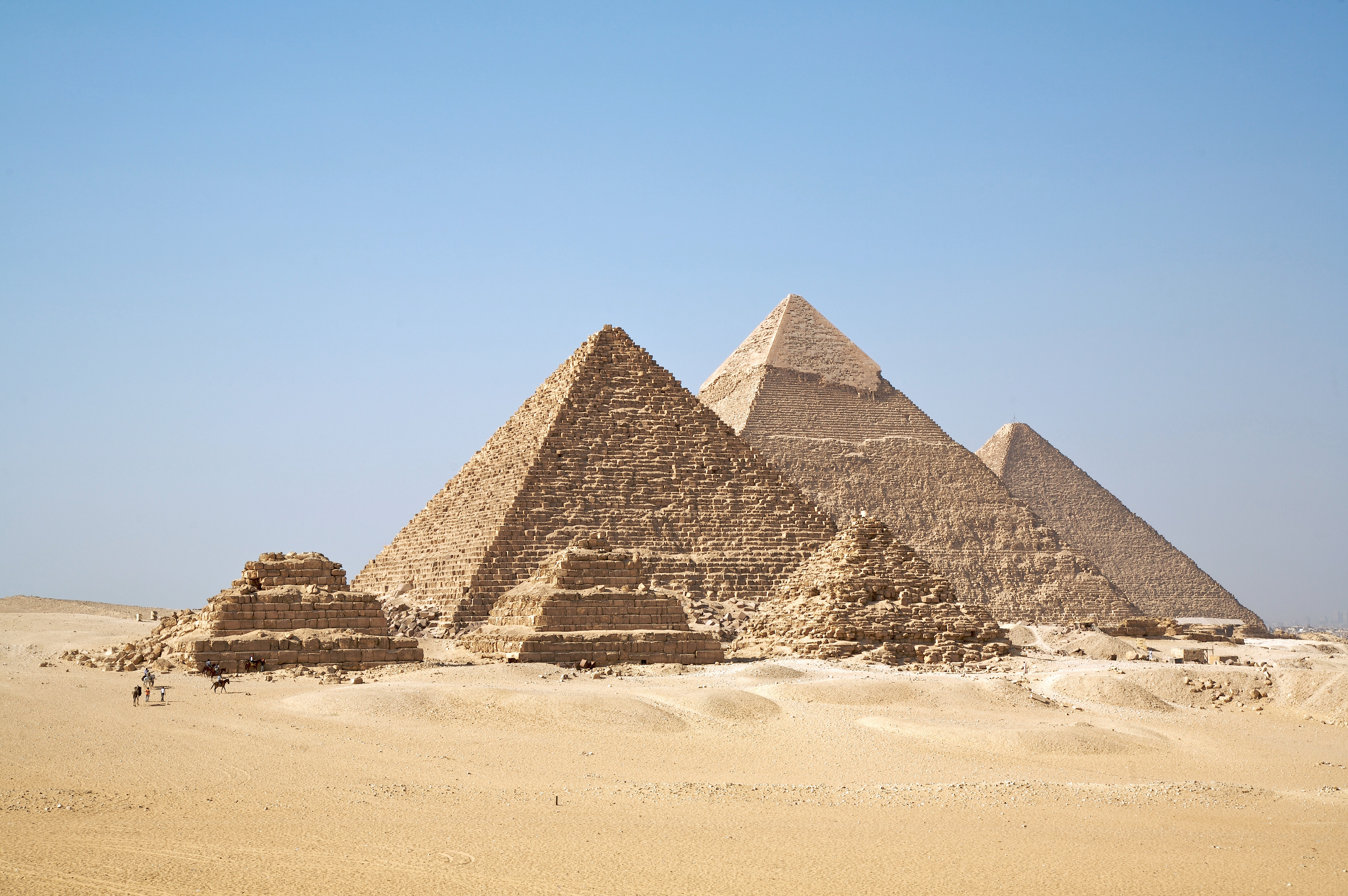
Die Pyramiden von Gizeh, eines der sieben antiken Weltwunder

- um 130 v. Chr.: Der griechische Historiker Antipatros von Sidon stellt die Liste der sieben Weltwunder auf.

### Gesellschaft
- um 130 v. Chr.: In Assyrien werden Personennamen durch Ziffernkombinationen ersetzt.

## Geboren
- um 130 v. Chr.: Gaius Iulius Caesar Strabo Vopiscus, römischer Politiker († 87 v. Chr.)
- um 130 v. Chr.: Iulia, Ehefrau des römischen Politikers Gaius Marius, Tante des Gaius Iulius Caesar († 68/69 v. Chr.)
- um 130 v. Chr.: Lucius Cornelius Cinna, römischer Politiker († 84 v. Chr.)
- um 130 v. Chr.: Divico, Anführer des helvetischen Teilstammes der Tiguriner († nach 58 v. Chr.)
- um 130 v. Chr.: Meleagros von Gadara, griechischer Autor († um 60 v. Chr.)

## Gestorben
- Lucius Cornelius Lentulus, römischer Politiker
- Publius Licinius Crassus Dives Mucianus, Jurist, Politiker und Feldherr der Römischen Republik (* um 182 v. Chr.)
- Ptolemaios, König von Kommagene
- Ptolemaios Memphites, ägyptischer Prinz und Thronerbe (* 144 oder 143 v. Chr.)

- um 130 v. Chr.: Appius Claudius Pulcher, römischer Politiker (* vor 180 v. Chr.)
- um 130 v. Chr.: Quintus Fabius Maximus Aemilianus, römischer Politiker (* um 186 v. Chr.)
- um 130 v. Chr.: Menandros, indo-griechischer König
- um 130 v. Chr.: Marcus Pacuvius, römischer Tragödiendichter (* um 220 v. Chr.)